# مارغريت غيدز
مارغريت غيدز (بالإنجليزية: Margaret Geddes)‏ هي صحفية أسترالية، ولدت في 1949 في فيكتوريا في أستراليا.